# Te lloré un río
«Te lloré un río» es el cuarto sencillo de Maná de su tercer álbum de estudio, ¿Dónde jugarán los niños? (1992). Esta canción es otras de las populares y más escuchadas del álbum.
En 2022 hicieron una versión con el cantante Christian Nodal el cual también fue versión exitosa y se mantuvo en el gusto de los fanes y en varias listas musicales.

## Lista de canciones

### CD - Maxi sencillo[6]
| Te lloré un río — Single |                   |          |  |
| N.º                      | Título            | Duración |  |
| 1.                       | «Te lloré un río» | 4:12     |  |

### Descarga digital[7]
| Te lloré un río (feat. Christian Nodal) — Single |                                                      |          |  |
| N.º                                              | Título                                               | Duración |  |
| 1.                                               | «Te lloré un río (feat. Christian Nodal)»            | 3:50     |  |
| 2.                                               | «Te lloré un río (Versión Mariacheno)»               | 3:29     |  |
| 3.                                               | «Te lloré un río (Video)»                            | 4:22     |  |
| 4.                                               | «Maná y Christian Nodal hablan de "Te lloré un río"» | 2:58     |  |

## Posiciones en las listas
| Listas (2003)                              | Posición |
| ------------------------------------------ | -------- |
| Estados Unidos Billboard Hot Latin Tracks  | 24       |
| Estados Unidos Billboard Latin Pop Airplay | 4        |
| Estados Unidos Billboard Latin Airplay     | 6        |
| México Billboard Airplay                   | 1        |
| México Billboard Español Airplay           | 1        |